# Frank Cuhel
Frank Josef Cuhel (Cedar Rapids, 28 settembre 1904 – Lisbona, 22 febbraio 1943) è stato un ostacolista statunitense.

## Palmarès

### Olimpiadi
- Argento a Amsterdam 1928 nei 400 metri ostacoli.